# Jürgen Bigalke

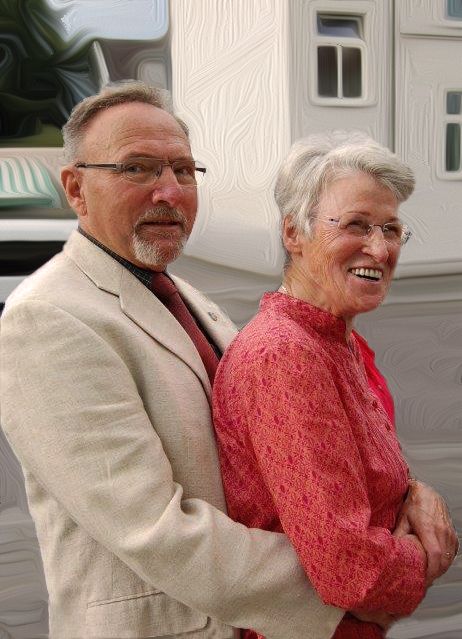
Jürgen und Regina Bigalke, 2011

Jürgen Georg Wilhelm Bigalke (geb. 1942) ist ein deutscher SPD-Politiker, der von Mai 1990 bis November 2007 Bürgermeister von Falkensee war. Von 2008 bis Mai 2014 gehörte er dem Kreistag Havelland an.
Bigalke hatte nach dem Mauerfall großen Anteil an der positiven Entwicklung von Falkensee, das direkt an den Berliner Bezirk Spandau grenzt. Sowohl für die Ansiedlung von Unternehmen, den Ausbau der Infrastruktur, insbesondere für den Bau und die Erneuerung von Straßen, als auch für die Förderung des Wohnungsbaus im Ort setzte er sich nachhaltig ein.

## Biografie

### Kindheit und Ausbildung
Jürgen Georg Wilhelm Bigalke wurde am 6. Oktober 1942 als fünftes Kind der Eheleute Ulrich Erwin Manfred Bigalke und Frieda Helene Bigalke (geb. Ristow) in Belgard an der Persante (Pommern) geboren. Im Jahr 1945 nach Kriegsende wurde der Vater als Zivilist, der zudem nicht Mitglied der NSDAP war, in das sowjetische Gefangenenlager Nr. 1962 in Baranawitschy verschleppt, wo er am 8. März 1946 verstarb. Zur gleichen Zeit wurden Frieda Bigalke mit ihren fünf Kindern aus ihrer Heimat Belgard vertrieben.
Seine Kindheit verbrachte Jürgen Bigalke danach mit seinen vier Brüdern und seiner Mutter in Manschnow (Oderbruch). Dort besuchte er die Zentralschule und absolvierte im Anschluss eine Zimmererlehre in Seelow. Die Hochschulreife erlangte er an der Volkshochschule und legte im Jahr 1971 die Zimmerermeisterprüfung erfolgreich ab. Anschließend begann er ein berufsbegleitendes Studium an der Fachhochschule Berlin (Ost), welches er im Jahr 1976 als  Diplombauingenieur (FH) abschloss.
Im Jahr 1994 folgte noch eine Ausbildung an der Fachhochschule des Landes Brandenburg mit dem Abschluss der Bewährungsanforderungsfortbildung für die Laufbahn des höheren Dienstes.

### Berufstätigkeit
Nach seiner Tätigkeit als Zimmerermeister und abgeschlossenem Ingenieurstudium war er in Falkensee in den Jahren 1982 bis 1987 Stadtbaudirektor. In dieser Funktion widersetzte er sich manchen Beschlüssen der zuständigen SED-Kreisleitung Nauen und trat schließlich der Form nach „aus gesundheitlichen Gründen“ von seinem Amt zurück. In Falkensee erlebte er im November 1989 den Mauerfall und die daraus resultierenden zahlreichen Veränderungen in Politik und Gesellschaft hautnah mit. Schon im Januar 1990 bis zu seiner Wahl zum Bürgermeister im Mai 1990 wurde er wieder zum Stadtbaudirektor berufen.

### Politiker in Falkensee
In der DDR-Zeit war Bigalke Mitglied der SED, die er zum 31. Dezember 1989 verließ. Im Herbst 1990 wurde er dann Mitglied der SPD. Die Partei stellte ihn als Kandidaten für die nach der Wende neu gebildete Stadtverwaltung seines Heimatortes auf. Nach seiner gewonnenen Wahl wurde er Bürgermeister. Die Anfangsstimmung beschrieb Bigalke im Jahr 2009 wie folgt: „Wir saßen nächtelang, auch am Wochenende, im Rathaus zusammen. Es dominierte der Wille, etwas gemeinsam zum Besseren zu wenden. [… ] Ich wünschte mir, etwas mehr von diesem Geist würde auch heute noch fortdauern.“
Bigalke initiierte auch die Herausgabe regelmäßiger gedruckter Informationen: das Amtsblatt für die Stadt Falkensee, das noch im Jahr 1990 erstmals erschien und an alle Haushalte kostenlos verteilt wird.
Am Tag der deutschen Einheit, dem 3. Oktober 1994, enthüllte Jürgen Bigalke zusammen mit dem damaligen Bürgermeister von Spandau, Sigurd Hauff, eine Gedenktafel. Sie trägt die Inschrift „Zur Erinnerung an die Trennung bis 1989“ und ist an einem vom Spandauer Steinmetzmeister Karlheinz Schafhausen gestalteten Findling angebracht, der an der südlichen Straßenseite der Falkenseer Chaussee, am westlichen Stadtrand von Spandau, platziert wurde.
Die Neuwahl zum Bürgermeister im Jahr 2001 gewann Bigalke mit rund 54 Prozent der abgegebenen Stimmen bei 27.429 Wahlberechtigten. Zusammen mit dem Alternativen Bündnis und der FDP bildete er nun eine Koalition, um gemeinsam noch besser für die Belange seiner Stadt tätig zu werden zu können.
Eine wichtige Aufgabe sah Bigalke bei der Sicherung von Grundstücks-Rückübertragungen in seiner Gemeinde und dem Ausweis von Entwicklungsgebieten für Wohnviertel und Gewerbestandorte. Hinzu kam die Realisierung infrastruktureller Maßnahmen wie der Verlegung und dem Anschluss zentraler Wasser- und Abwasserleitungen, dem Bau von Schulen, der Einrichtung eines Gymnasiums und der Neueröffnung von Kitas. Bigalke unterstützte die Bürgerinitiative, die sich für die Wiedereröffnung der S-Bahn-Strecke von Spandau nach Falkensee einsetzte. Allerdings kam das Projekt bisher (Stand Januar 2019) nicht zur Verwirklichung.
Die Parteienkoalition in Falkensee zerbrach, als bei der Wahl 2004 die CDU mit den Bündnisgrünen durch eine Zählgemeinschaft in die Stadtverwaltung kam.
In der Einrichtung Kommunaler Schadenausgleich war Jürgen Bigalke kraft seines Amtes Mitglied der Geschäftsführung.
Während seiner Amtszeit in Falkensee hat Bigalke die Bürgermeister-Motorradtour ins Leben gerufen, die seither regelmäßig und mit großer Beteiligung stattfindet. Das ist eine längere Rundtour von Bürgermeistern sowie anderen Bikern und Bikerinnen auf ihren Motorrädern durch das Bundesland Brandenburg, deren Streckenführung jährlich neu abgestimmt wird und damit unterschiedliche Länge hat. Im Jahr 2014 führte sie über 215 km von Falkensee über Nauen, Friesack, Havelberg, Rathenow, Mögelin, Brandenburg, Ketzin, Elstal und Dallgow-Döberitz zurück nach Falkensee. Die Zahl der Teilnehmer lag bisher zwischen 80 und 250. Im Jahr 2017 fuhren die 216 Motorräder durch die Landkreise Havelland, Oberhavel und Ostprignitz-Ruppin über eine Strecke von 240 km.

### Politiker im Land Brandenburg bis 2014
Nach dem Ende der Wahlperiode 2008 trat Jürgen Bigalke nicht erneut zur Gemeinderatswahl an, sondern ließ sich für den Kreistag Havelland aufstellen und bekam als Vertreter seines Wahlkreises rund 70 Prozent der Wählerstimmen. Die Abgeordneten bestimmten ihn zum Vorsitzenden des Kreistages, der seinen Sitz in Rathenow hatte. Während seiner Amtszeit fanden sogenannte „Stasi-Überprüfungen“ von Abgeordneten der Linken statt.
Im Kreistag arbeitete Bigalke eine Wahlperiode lang bis Mai 2014, dann verabschiedeten ihn die Abgeordneten in den Ruhestand.
Anfang der 2010er Jahre knüpften die Abgeordneten Kontakte mit dem Kreis Rendsburg-Eckernförde und organisierten gegenseitige Kulturaustausche, auch Ausstellungen.
Neben seiner hauptamtlichen Tätigkeit war Jürgen Bigalke bis 2014 auch Aufsichtsratsmitglied der Havelland-Kliniken und konnte hier einen wesentlichen Beitrag zur im Jahr 2003 erfolgten Fusion zwischen den Kliniken Nauen und Rathenow leisten.
Jürgen Bigalke ist Mitglied des Arbeiter-Samariter-Bundes im Ortsverband Nauen und dort Vorstandsmitglied.

### Privates
Jürgen Bigalke ist verheiratet mit der Ärztin Regina Elena Bigalke (geb. Hannemann), die in Falkensee in den Jahren 1980 bis 2007 als Gynäkologin tätig war. In den 2010er Jahren engagierte sie sich zudem ebenfalls als gewähltes Mitglied der Falkenseer Stadtverordnetenversammlung. Das Paar wandert gern und ist viel mit dem Motorrad und seinem Hund in der Region unterwegs. Die beiden haben zwei Töchter.